# Guido Schäfer
Guido Horst Schäfer (* 14. September 1964 in Haßloch) ist ein deutscher Sportredakteur und ehemaliger Fußballspieler.

## Karriere

### Fußballspieler
Guido Schäfer begann seine Karriere in der Jugend des TV Haßloch und bei seinem späteren Verein 1. FSV Mainz 05. Nach drei Saisons bei Eintracht Bad Kreuznach in der Oberliga Südwest wechselte er zum 1. FSV Mainz 05. Dort spielte er in 115 Oberliga-Spielen und erzielte dabei 16 Tore. Der Gewinn des Südwestpokals 1986 stellt den bis dahin größten Erfolg seiner Karriere dar. In der Saison 1989/90 gelang ihm mit Mainz 05 der Aufstieg in die zweite Bundesliga. In der zweiten Liga gelangen dem Mittelfeldspieler acht Tore in 177 Spielen für den FSV Mainz 05. Darüber hinaus wirkte er in acht DFB-Pokal-Spielen mit. Nach genau 300 Pflichtspielen für Mainz 05 wechselte er zur Saison 1996/97 in die Oberliga zur TuS Koblenz.
Während seiner Zeit als Fußballspieler absolvierte Schäfer bei der Firma Blendax in Mainz eine Ausbildung zum Industriekaufmann und schloss 1992 ein BWL-Studium an der Fachhochschule Mainz II ab. Seit 1998 besitzt er die Trainer-A-Lizenz.

### Sportreporter
1998 bis 2000 absolvierte Schäfer ein Volontariat bei der Allgemeinen Zeitung in Mainz, berichtete in dieser Zeit vor allem über seinen ehemaligen Verein Mainz 05. Im Juni 2000 ging er zur Leipziger Volkszeitung. 2015 wurde der Sportredakteur zum Chefreporter befördert. Im Rahmen der LVZ-Kuppel-Gespräche (bzw. später LVZ-Talk) hat Moderator Schäfer unter anderem Lothar Matthäus, Ralf Rangnick, Ralph Hasenhüttl, Oliver Mintzlaff, Wolfgang Niersbach, Wolff Fuss, Béla Réthy, Eduard Geyer und Max Eberl empfangen. Schäfers TV-Rubrik Schäferstündchen war ab 2014 Bestandteil der MDR-Sportsendung „Sport im Osten“. Schäfer ist Co-Autor des Buches „Leipzig zurück in Europa“ und Autor des Buches „111 Gründe ein Roter Bulle zu sein“.
Aufgrund seiner Nähe zum Verein RB Leipzig wurde Schäfer mehrfach mangelnde journalistische Distanz vorgeworfen. Das Magazin 11 Freunde kommentierte, Schäfer werde als „Fanreporter“ wahrgenommen.